# Castello di Nus
Il castello di Nus, talvolta detto castello di Plane, è un castello medievale della Valle d'Aosta. Posto nel comune di Nus, vicino alla frazione Plane, si trova sul promontorio a nord-ovest del borgo a guardia del vallone di Saint-Barthélemy. Ancora oggi abitato, non è visitabile se non in occasioni particolari, come in occasione della Giornata FAI.

## Storia
Non è possibile definire con certezza la data di edificazione del castello, ma con tutta probabilità essa risale ad un periodo precedente al XIII secolo data la forma e l'antichità delle pietre del castello.

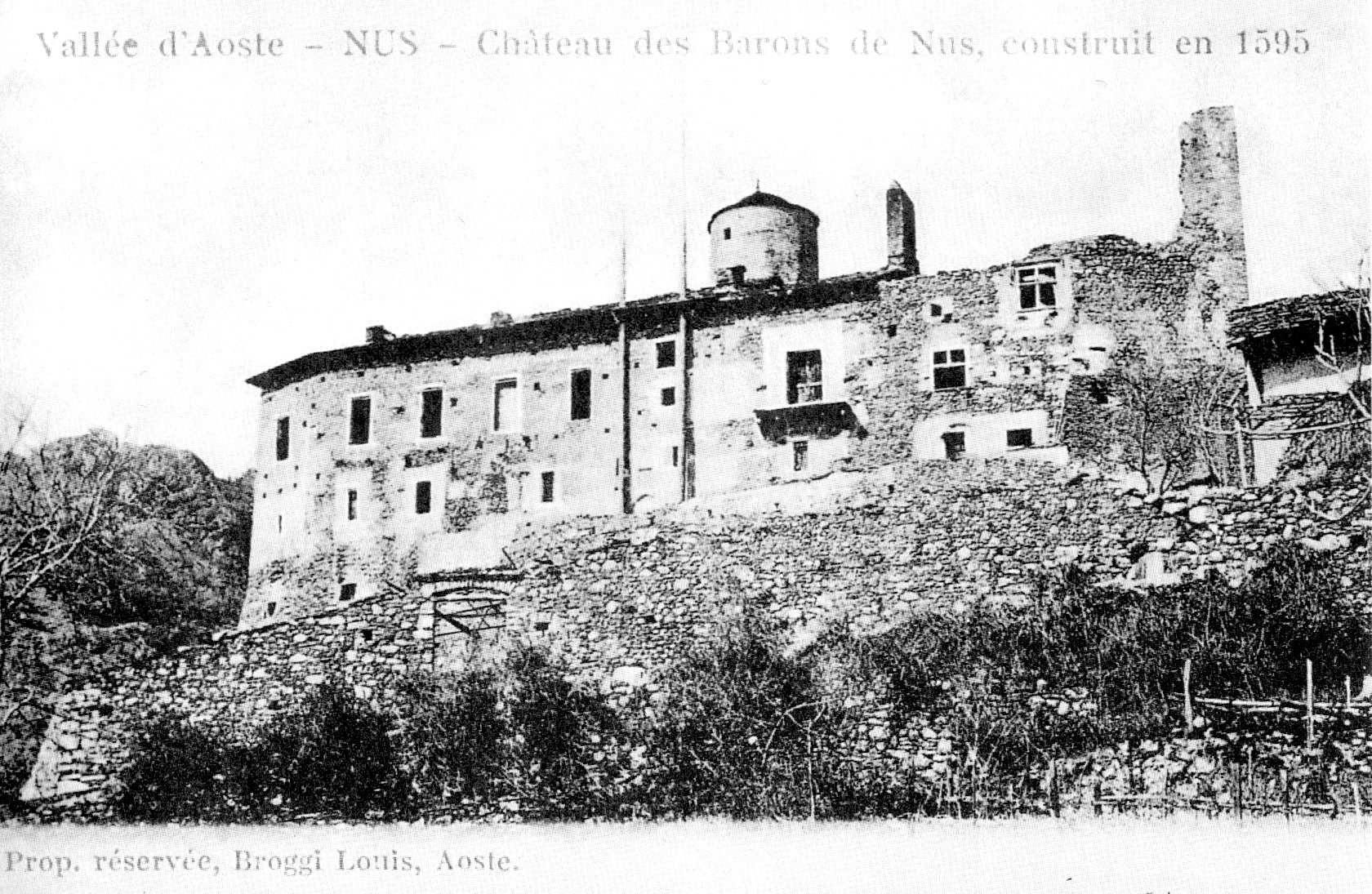
Il lato meridionale del castello nel 1905: alcuni elementi architettonici sono oggi crollati.

Sappiamo che esso era presente alla fine del XIII secolo: il castello di Nus compare infatti in un documento del 22 ottobre 1287, in cui Guillaume signore di Nus ne viene infeudato dal conte di Savoia. Nello stesso anno, a dicembre, e nel settembre 1295, il castello fu lasciato temporaneamente da Guillaume de Nus per ospitare gli inviati del conte di Savoia giunti in Valle d'Aosta per le audiences générales, com'era consuetudine e precauzione dell'epoca, per evitare che i signori valdostani potessero cogliere l'occasione delle udienze per attentare alla vita del conte o dei suoi emissari. La consegna del castello per le udienze si ripeté anche ad opera dei consignori Alexandre e Jean de Nus il 18 marzo 1337 e da parte di Pierre de Nus, che nell'agosto 1430 affidò il maniero agli inviati del conte Amedeo VIII di Savoia.
Il castello, in secoli successivi, venne modificato sino alle forme attuali raggiunte tra XIV e XV secolo oltre agli ultimi e radicali lavori di restauro eseguiti nel 1595 (come riporta la data incisa sull'architrave all'ingresso del cortile principale), necessari a seguito di un incendio scoppiato. Tali lavori consentirono di unire all'originario corpo del castello anche un torrione circolare.
Tra il XVII ed il XVIII secolo, il castello viene descritto come dimora confortevole, dotata di giardini e di ampi spazi per il soggiorno di piacere. Lavori di affresco delle sale interne vennero eseguiti sul finire del Seicento e poi nuovamente nell'Ottocento.
Il castello disponeva anche di una piccola cappella dedicata a San Michele che rimase per molto tempo senza celebrazioni.
Nel XIX secolo, con l'estinzione della famiglia dei signori di Nus, il castello andò in rovina sino a quando non venne recuperato in tempi recenti dall'amministrazione comunale.
Ad aprile 2012, in consiglio comunale è stata presentata e subito ritirata una mozione su "Recupero e valorizzazione del castello di Plane", per sollecitare nuovi interventi sul castello. Comune e Regione si sono mossi per accordarsi per un recupero del maniero.

## Architettura

### Le origini e il XIV secolo
Fino agli inizi del XX secolo era ancora presente una torre quadrangolare, dal basamento a scarpa, poi crollata, simile a quelle presenti nei castelli valdostani di impianto primitivo e risalenti all'XI e al XII secolo, caratterizzati da un mastio centrale circondato da una cinta muraria.

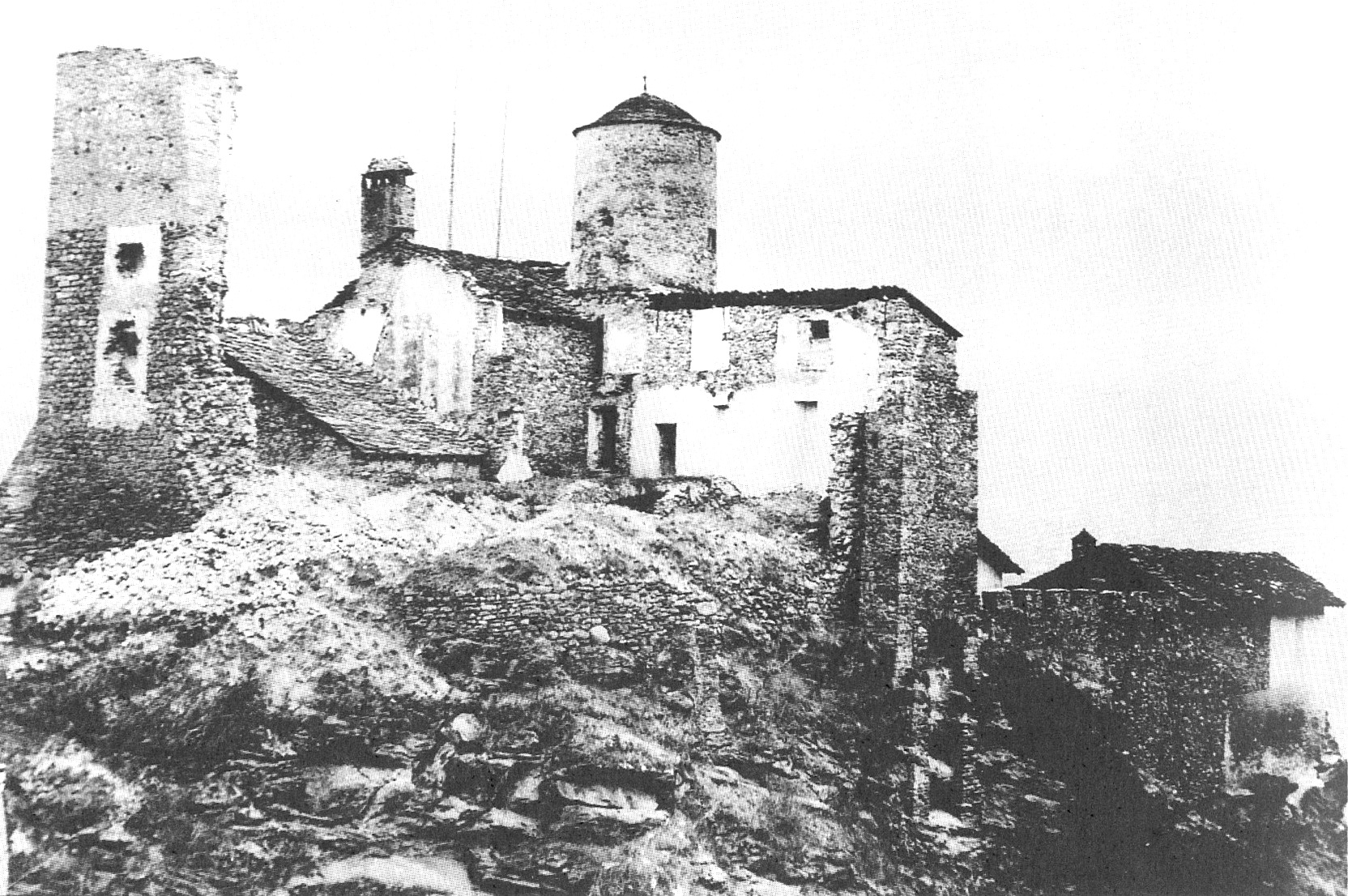
Sul lato di nord-est, nel 1904, era ancora possibile individuare il mastio in piedi tra le rovine.

Un atto di spartizione del 1310 stipulato tra i fratelli Jean e Alexandre de Nus ci permette di farci un quadro generale del complesso di strutture presenti all'epoca. Nel documento che stabilisce gli ambienti comuni e quelli spettanti a ciascun fratello sono descritti alcun edifici del castello non contigui tra loro: uno di essi conteneva la cucina, una sala detta "antica", e una camera adiacente, al di sotto di essi si trovavano le stalle e la cantina. Un altro edificio conteneva una grande sala dipinta, ad indicare la volontà da parte dei signori di Nus di attestare il proprio status elevato, al di sotto della quale c'era una stalla, collegata con una piccola camera e una balconata. 
Tra gli elementi architettonici di proprietà comune vi erano il mastio, il forno (ancora visibile oggi), la fontana nel cortile e la cappella di San Michele, e inoltre gli ingressi e i cortili interni ed esterni alle mura. 
Nel castello vi era inoltre un'altra grande sala separata da questi due corpi principali e di proprietà di Vuillermetus de Palacio, un nobile appartenente a un'altra famiglia valdostana.
Risale all'epoca la finestra a crociera nella facciata meridionale del castello oggi in rovina.

### XV secolo
Vari gli ampliamenti e le modifiche dalla seconda metà del XV secolo in poi, sia per l'ingentilirsi della vita dei signori che per le mutate necessità, con uno scarto della funzione primaria del castello, da difensiva a residenziale. 
Tra gli ampliamenti, di cui sappiamo poco, si cita in un documento del 1474 una sala nova; è degno di interesse il fatto che già all'inizio del XIV secolo esistesse una sala decorata, di cui però non restano tracce. Altri rimaneggiamenti importanti risalgono al 1595 circa, a stravolgere la struttura originaria del complesso. In quest'epoca il complesso di edifici frammentari probabilmente fu riunificato in un unico castello monoblocco a forma di T. Alla metà del XVI secolo daterebbe il torrione circolare contenente una scala a chiocciola parzialmente scavata nella roccia viva a collegamento dei vari ambienti.

### XVI-XVII secolo
Tra Seicento e Settecento all'interno del cortile si aprivano i loggiati dei vari piani a nord e a ovest, ed era per esempio in essi che venivano redatti gli atti: oggi chiusi, restano come traccia le tamponature eseguite in un periodo indeterminato. 
Proprio in questo periodo la parte orientale del castello probabilmente fu progressivamente abbandonata: la torre diventa meno importante e viene relegata a una posizione marginale del castello abitato. Per il degrado e l'usura dei secoli l'ala orientale è crollata in buona parte, e all'inizio del XX secolo era già come la vediamo oggi.
Nel 1541 si parla di una stanza detta domus (in seguito definita salle rouge) ossia una stanza del castello con funzione abitativa nei pressi della torre scaliera; tra le stanze, alcune sono indicate con il nome dell'occupante, come quella di François-René, o quella di Édouard de Nus, che aveva soffitto a botte (era quindi al primo piano) ed era riscaldata.

### Gli affreschi
Nel salone di rappresentanza giunto fino a noi si conservano affreschi in stile barocco, forse a sovrapporsi, nel caso in cui si tratti della stessa sala decorata di cui abbiamo detto prima, ai dipinti più antichi.